# Едвін Арлінгтон Робінсон
Едвін Арлінгтон Робінсон (англ. Edwin Arlington Robinson; 22 грудня 1869, Гед Тайд, округ Лінкольн, штат Мен, США — 6 квітня 1935, Нью-Йорк) — американський поет, письменник і драматург. Триразовий лауреат Пулітцерівської премії.

## Біографія
Молодший серед трьох братів, у юності він був закоханий у Едну Шепард, яка, проте, вийшла у 1890 році заміж за середульшого брата, Германа. Це було великим ударом для гордості юного поета, який, однак, у той час був замолодий, щоб серйозно конкурувати за руку Едни. Старший брат, Дін, який був лікарем, пристрастився до наркотиків і помер нестарим. Герман, зайнявшись господарством, також мав особистісні проблеми, пив і робив помилки, що врешті привело до розриву з жінкою і дітьми. У 1909 Герман помер від туберкульозу, після чого Една з дітьми повернулась до родинного маєтку Робінсонів у Ґардінері, штат Мейн.
У віці 21 року Едвін вступив до Гарварду. Після смерті батька, не закінчивши навчання, повернувся додому в Ґардінер і намагався вести господарство на фермі. Він двічі пропонував Едні одружитися з ним, але після остаточної відмови переїхав у Нью-Йорк. Там він вів життя бідного поета, подружився з такими ж як і він письменниками, художниками і майбутніми інтелектуалами.
Дебют Робінсона відбувся в 1896 році, коли він на власні кошти видав першу збірку «Потік і Попередня ніч» (The Torrent and The Night Before, 1896) і «Діти темряви» (The Children of the Night, 1897). У віршах цих збірок вперше згадується «столиця» поетичного світу Робінсона — вигадане містечко Тільбюрі-таун, де мешкають і герої його наступних збірок: «Містечко вниз по річці» (The Town down the River, 1910), «Людина на тлі неба» (The Man Against the Sky, 1916), «Три таверни» (The Three Taverns, 1920).
Вів відлюдькуватий спосіб життя, так ніколи й не одружившись. Протягом останніх двадцяти років життя жив в Мак-Дауелл у штаті Нью-Гемпшир.
Помер від раку 6 квітня 1935 року в лікарні Cornell Hospital у Нью-Йорку.

## Творчість
У своїй творчості Робінсон дотримувався і стверджував традиційні цінності пуританської Нової Англії. Визнаний поет, у своїх поемах, ліричних віршах і драматичних монологах відбивав песимістичне бачення людини-одинака в сучасному світі, що відчайдушно бореться за виживання.
Найбільших успіхів поет досяг у традиційному для англійської поезії жанрі балади, зумівши зробити її органічною формою для втілення сучасної проблематики. У своїх віршах Робінсон реалістично відтворив гострі соціальні конфлікти і психологічні драми, типові для американського суспільства межі XIX—XX ст. Разом з тим проблеми свого часу Робінсон був схильний часом розглядати «під знаком вічності».
В абстрактно-філософському ключі написані великі поеми Робінсона: «Капітан Крейг» (Captain Craig, 1902), «Людина на тлі неба» (1910). Том Collected Poems (1921).
Твори Е. А. Робінсона перекладені багатьма мовами світу.
В кінці 1910-х і в 1920-і роки Робінсон писав, в основному, історичні та алегоричні поеми. Створив цикл творів на основі легенд про короля Артура і лицарів Круглого столу, в тому числі: «Мерлін» (Merlin, 1917), «Ланселот» (Lancelot, 1920), «Трістан» (Tristram, 1927), а також «Людина, що вмерла двічі» (The Man Who Died Twice, 1924), «Діоніс сумнівається» (Dionysus in Doubt, 1925), «Король Джаспер» (King Jasper, 1935) і ін.

### Українські переклади
- Кикоть В. М. Американська поезія у перекладах Валерія Кикотя. Київ : Видавничий дім «Кондор», 2020. 180 с. [Укр., англ. мови]. ISBN 978-617-7939-17-6.

## Нагороди
Едвін Арлінгтон Робінсон тричі нагороджений Пулітцерівською премією в галузі поезії:
- 1922 рік — за свою першу збірку віршів «Collected Poems»,
- 1925 рік — за «The Man Who Died Twice»,
- 1928 рік — за «Tristram».